# Down (filme)
Down (O Elevador da Morte no Brasil; Down - Descida Mortal em Portugal) é um filme norte-americano produzido no ano de 2001, do gênero terror. É também conhecido com o nome de "The Shaft" (que é o nome utilizado no lançamento da edição em DVD nos Estados Unidos). Trata-se de uma refilmagem do filme O Elevador Assassino (De Lift) (1983), que também foi dirigido por Dick Maas.

## Sinopse
Quando os elevadores do Millennium Building, um dos prédios mais famosos de Nova York, começam a funcionar de maneira esquisita, Mark Newman (James Marshall) é chamado para acabar com o problema. Porém, enquanto investiga as causas dos danos, ele acaba descobrindo coisas que figurões da cidade gostariam de deixar escondidas. Depois de um misterioso e terrível acidente no fosso do elevador, a polícia é chamada para somar-se à investigação. Como não são encontradas provas substanciais, depois de um certo tempo as buscas são interrompidas e o caso é arquivado. Decidido a descobrir o que aconteceu de verdade, Mark investiga por conta própria, e contará com a ajuda da reporter Jennifer Evans (Naomi Watts).

## Ficha Tecnica
- Título Original: Down
- Títulos Alternativos: The Shaft [3]
- Título no Brasil: O Elevador da Morte
- Gênero: Suspense/Terror
- Tempo de Duração: 107 minutos
- Ano de Lançamento (EUA / Holanda): 2001
- Estúdio: First Floor Features
- Distribuição: Focus Filmes
- Direção: Dick Maas
- Roteiro: Dick Maas
- Produção: Laurens Geels e Dick Maas
- Música: Paul M. van Brugge
- Fotografia: Marc Felperlaan
- Desenho de Produção: John Graysmark
- Direção de Arte: Danielle Schilling
- Figurino: Linda Bogers
- Edição: Bert Rijkelijkhuizen
- Efeitos Especiais: Digital Renaissance

## Elenco
- James Marshall.... Mark Newman
- Naomi Watts.... Jennifer Evans
- Eric Thal.... Jeffrey
- Michael Ironside.... Gunter Steinberg
- Edward Herrmann.... Milligan
- Dan Hedaya.... le lieutenant McBain
- Ron Perlman.... Mitchell
- Kathryn Meisle.... Mildred